# Rashard Griffith
Pour les articles homonymes, voir Griffith.
Rashard Griffith, né le 8 octobre 1974 à Chicago aux États-Unis, est un joueur américain de basket-ball, évoluant au poste de pivot.

## Palmarès
- Champion d'Israël 1998
- Coupe d'Israël 1998
- Champion de Turquie 1999, 2000
- Coupe de Turquie 1999, 2007
- Coupe d'Italie 2001, 2002
- Euroligue 2001
- Champion de Porto Rico 2005
- Champion de Roumanie 2008
- Coupe de Roumanie 2008